# Печеньга (приток Сухоны)
Печеньга — река в Вологодской области России.
Протекает по территории Тотемского района. Исток находится на Галичской возвышенности, впадает в реку Сухону в 302 км от её устья по правому берегу. Длина реки составляет 65 км, уклон — 1,46 м/км, падение — около 100 м. Вдоль течения реки расположены населённые пункты Великодворского сельского поселения, в том числе административный центр поселения — деревня Великий Двор.

## Данные водного реестра
По данным государственного водного реестра России относится к Двинско-Печорскому бассейновому округу, водохозяйственный участок реки — Северная Двина от начала реки до впадения реки Вычегда, без рек Юг и Сухона (от истока до Кубенского гидроузла), речной подбассейн реки — Сухона. Речной бассейн реки — Северная Двина.
Код объекта в государственном водном реестре — 03020100312103000007919.

## Притоки
(расстояние от устья)
- 25 км — река Пушма (пр)
- 40 км — река Синьгома (лв)